# دومین نبرد سنت آلبنز
دومین نبرد سنت آلبانز (انگلیسی: Second Battle of St Albans) یکی از نبردهای جنگ‌های داخلی انگلستان موسوم به جنگ رزها است که در تاریخ ۱۷ فوریه ۱۴۶۱ در سنت آلبنز به وقوع پیوست، ارتش یورک‌ها تحت رهبری ارل واریک تلاش داشتند تا از طریق نوار شمالی جاده لندن به مواضع نزدیک این شهر دسترسی پیدا کنند، لنکسترهای جناح رقیب نیز با استفاده از یک مانور تاکتیکی باعث غافلگیری واریک و شکست اهدافش می‌گردند و دست او را از این نقشه کوتاه می‌کنند، فاتحان در عین حال شاه هنری را که در اسارت بود آزاد می‌کنند که در آن هنگام زندانی و اسیر واریک بود، با همه این احوال آنها نتوانستند از این پیروزی استفادهٔ لازم را آنچنان که باید کسب کنند